# Inés París
Inés París Bouza (Madrid, 1963) es una directora de cine, guionista de cine y televisión y creadora de series de televisión. Ha sido presidenta de la Asociación de mujeres cineastas y de medios audiovisuales (CIMA). Es la primera mujer en ocupar la presidencia de la Fundación SGAE, llamada hasta 2013 Fundación Autor, tras dos décadas de existencia.

## Biografía
París es licenciada en Filosofía, especialidad en Estética y Teoría del Arte. Ha estudiado arte dramático (interpretación y dirección). Es directora de cine y guionista con una amplia experiencia en televisión y cine. Su padre fue el filósofo Carlos París (1925 - 2014). Ha impartido cursos y conferencias en universidades españolas y extranjeras como la Universidad de la Sorbona (París, Francia) y Universidad de Harvard (Cambridge, Estados Unidos). 
Es socia fundadora de CIMA (Asociación de mujeres cineastas y de medios audiovisuales) y presidenta desde su creación en 2006 hasta 2012, cuando la presidencia pasa a Isabel Ocampo y París sigue en la directiva como vocal. Es activa en la reivindicación de igualdad de oportunidades entre mujeres y hombres en la industria del cine. También está involucrada en proyectos de apoyo al cine y las cineastas en países en vías de desarrollo y colabora con una fundación que trabaja con mujeres en África.
En mayo de 2017 fue la primera mujer en ocupar la presidencia de la Fundación SGAE, tras 20 años de existencia de la entidad.

## Trayectoria
París comenzó su carrera profesional en TVE, donde conoció a Daniela Fejerman. Trabajaron juntas en diversos guiones. Así, dirigió sus dos primeras películas junto a Fejerman, A mi quien me manda meterme en esto (1999) y Vamos a dejarlo (2000), de las que también son coguionistas. Además, París y Fejerman fueron guionistas de Sé quien eres también en 2000, película dirigida por Patricia Ferreira que obtuvo tres candidaturas y un premio en los Goya de 2001.
A continuación volvió a colaborar con Fejerman en dos películas más como codirectoras y coguionistas, A mi madre le gustan las mujeres (2002) y Semen, una historia de amor (2005). Para A mi madre le gustan las mujeres contaron con el respaldo de Fernando Colomo como productor, que aportó un presupuesto de 1.900.000 euros (310 millones de pesetas), lo que supuso contar con la opción real de poder dirigir la película. Esta desternillante comedia logró, entre otros premios, cuatro de los cinco premios que concede el Festival de jóvenes directores de San Juan de Luz (Francia); ganadora del Festival Internacional de Cine de Tema Homosexual de Turín (Italia); y Premio del Público en la VI edición del Festival de Cine Latino de Miami (Florida, Estados Unidos).
Ambas directoras estuvieron nominadas como mejor directora novel en los Premios Goya de 2003 por A mi madre le gustan las mujeres, que obtuvo dos candidaturas más: mejor atriz protagonista a Leonor Watling y mejor música original a Juan Bardem Aguado.
Su primera película como directora en solitario, de la que también es guionista, se titula Miguel y William y la realizó en 2007. En ella se produce un encuentro imaginado entre Miguel de Cervantes y William Shakespeare. En 2008 fue la guionista de Rivales, dirigida por Fernando Colomo.
En los años siguientes estuvo muy centrada en la presidencia de CIMA (durante siete años, de 2006 a 2012). Además intentó sacar adelante el proyecto para realizar una película basada en un guion que escribió sobre la poetisa Rosalía de Castro, pero en la España del momento no encontró apoyos. Después se encargó hacer una serie documental sobre mujeres en trabajos masculinos por tradición, llamada Iguales, para Televisión Española (TVE). En 2013 dirigió la película documental sobre la situación de las mujeres africanas en España que llamó Manzanas, pollos y quimeras  y que la llevó a estar de nuevo presente en los Premios Goya, en la XXVIII edición celebrada en 2014, esta vez con dos candidaturas a París como mejor película y mejor película documental.
En 2016 se encargó del guion y la dirección de su siguiente cuarto largometraje de ficción, La noche que mi madre mató a mi padre. La directora declaró que escribió la película pensando en que la protagonizara Belén Rueda, quien estuvo muy implicada en el proyecto igual que María Pujalte y Fernando Colomo. La película se rodó en Valencia en clave de humor buscando ampliar los registros habituales de Rueda, más centrados en el drama. En el equipo técnico figuraron reconocidos profesionales como el director de fotografía Néstor Calvo o el montador Ángel Hernández Zoido. Y fue producida por Beatriz de la Gándara para Sangam Films, Post Eng Producciones y Rodajefilms, contando con la colaboración de TVE, CANAL + y ONO.  Se presentó en el Festival de Málaga Cine Español.
Logró 18 candidaturas en los Premios Goya de 2017. Entre estas nominaciones se encuentran mejor película, mejor dirección, mejor guion original, mejor música original. También recibieron nominaciones por su actuación en la película Belén Rueda, Eduard Fernández, María Pujalte, Diego Peretti, Fele Martínez y Patricia Montero.
En 2017 se centró junto a Daniel Écija en la creación de un nuevo proyecto, la serie de televisión española El accidente.

## Filmografía
- Olvido (película 2023) En una Valencia ordenada por el caos tras una riada aparecen unos cuerpos con una extraña cicatriz. De donde provienen esos cuerpos?
- La Valla (serie 2020) coproducción ejecutiva, coordinadora de guion, guionista.
- El accidente, creadora (2017-2018).
- La noche que mi madre mató a mi padre, directora y guionista (2016).
- Manzanas, pollos y quimeras (2013). Dos candidaturas a los Premios Goya.
- Rivales, guionista (2008).
- Miguel y William, directora y guionista (2007).
- Semen, una historia de amor, directora y guionista junto con Daniela Fejerman (2005).
- A mi madre le gustan las mujeres, directora y guionista junto con Daniela Fejerman (2002).
- Sé quién eres, guionista (2000).
- Vamos a dejarlo, directora y guionista junto con Daniela Fejerman (1999).
- A mí quien me manda meterme en esto, directora y guionista junto con Daniela Fejerman (1997)

## Festivales
- Nominada al Goya por la mejor directora novel junto a Daniela Fejerman por A mi madre le gustan las mujeres. La película obtuvo 3 candidaturas en total.
- Nominada al Goya por la mejor película y mejor película documental por Manzanas, pollos y quimeras. Fueron las 2 candidaturas que logró la película.